# Torflohe
Torflohe este o arie protejată (arie specială de conservare — SAC, sit de importanță comunitară — SCI, arie de protecție specială avifaunistică — SPA) din Germania întinsă pe o suprafață de 172,2 ha, integral pe uscat.

## Localizare
Centrul sitului Torflohe este situat la coordonatele 49°36′49″N 12°33′04″E / 49.6136°N 12.5511°E.

## Înființare
Situl Torflohe a fost declarat sit de importanță comunitară în mai 1997 pentru a proteja 14 specii de animale. Alte tipuri de protecție:
- arie de protecție specială avifaunistică (în septembrie 2006)[2]
- arie specială de conservare (în aprilie 2016)[1][3][4]

## Biodiversitate
Situată în ecoregiunea continentală, aria protejată conține 4 habitate naturale: Formațiuni ierboase bogate în specii de Nardus, dezvoltate pe substraturi silicioase în zone montane (și în zone submontane, în Europa continentală), Liziere de ierburi înalte hidrofile de câmpie și de nivel montan până la alpin, Mlaștini alcaline, Păduri acidofile de Picea de la nivel montan la nivel alpin (Vaccinio-Piceetea).
La baza desemnării sitului se află mai multe specii protejate:
- păsări (12): rață mică (Anas crecca crecca), rață cârâitoare (Anas querquedula), fâsă de luncă (Anthus pratensis), barză neagră (Ciconia nigra), erete de stuf (Circus aeruginosus), becațină comună (Gallinago gallinago), ciuvică (Glaucidium passerinum), Grus grus grus, sfrâncioc roșiatic (Lanius collurio), sfrâncioc mare (Lanius excubitor excubitor), presură sură (Miliaria calandra), mărăcinar (Saxicola rubetra)
- nevertebrate (2): libelule (Leucorrhinia pectoralis), Ophiogomphus cecilia